# Adam Trautman
Adam Trautman (Williamsburg, Míchigan, 5 de febrero de 1997) es un jugador profesional estadounidense de fútbol americano que se desempeña en la posición de tight end en Denver Broncos, equipo de la National Football League (NFL).

## Carrera
Fue seleccionado en la tercera ronda en la Reunión Anual de Selección de Jugadores de la NFL de 2020. Hizo su debut profesional con el equipo New Orleans Saints, en el cual jugó tres temporadas (2020-2023), luego pasó a Denver Broncos, donde lleva jugando una temporada.